# バランサー (漫画)
『バランサー』 (BALANCER) は、新谷かおるによる日本の漫画である。
*雑誌連載時のみ、第2話までは『ジャップ』。

## 媒体

### 連載
『週刊少年サンデー』（小学館）1985年43号より1986年21号まで。

### 単行本
少年サンデーコミックス（小学館）から全3巻。

### ワイド版
スーパービジュアルコミックス版（小学館）から全1巻。

### 文庫版
MFコミックス版（メディアファクトリー）から全2巻。

## 改題
『ジャップ』の題名で連載が開始されたが、日本に対する蔑称が題名に使われたことからクレームが多発して『バランサー』と改題、改題の理由を説明（当時の掲載誌参照）。

## あらすじ
当時の世界情勢（冷戦事情）と傭兵の綿密な描写が描かれている。

### 前半
凄腕の傭兵として生きる「J」こと南郷兵衛はアルファベット部隊（下記「登場人物」参照）の一員として、表ざたにできない任務を遂行する。

### 中盤以降
生死不明になった南郷の行方を探すべく、日本人の少年・大吾と老婆は、南郷の住んでいたオランダ・アムステルダムの地におもむき、事件が発生する。

## 登場人物

### アルファベット部隊
企業からマフィアまで報酬を支払う個人・集団からの依頼を受けて登録した傭兵から選出したチームを編成し、活動する非合法傭兵部隊。各国の軍部・特殊部隊などともパイプを持ち、西側では問題なく活動可能。報酬は招集されて依頼を受けた際に半金。任務終了後に帰還した在住地にて口座確認の問い合わせをすると残りの金が振り込まれる。
南郷 兵衛（なんごう ひょうえ）
本作前半の主人公で、コードネーム“J（ジェイ）”と呼ばれている。飛騨忍群白羽衆最後の生き残り。優秀な傭兵で、アムステルダム在住。世界中で活動する黒羽衆を叩くべく、日本を出てアルファベット部隊の傭兵として戦ってきた。紫織とは婚約していたが、破棄している。
アフリカ作戦で、黒羽衆・め組との交戦で行方不明となるが最終話で生存が判明し、姿は見せないものの紫織の後方支援に回っていたことが明かされた。
目的のために私心を見せないなど一見冷徹そうだが、作戦や研究で犠牲になる人々や保険調査員の死に対し、憐憫を見せることもあった。
愛犬の名はチャーチル。
ライリー・カーツ
コードネーム“P”。ポート・マックス軍刑務所の囚人だが、刑期を短縮することを報酬として傭兵として活動する（刑期は千年）。元海兵隊長距離偵察部隊（リーコン）指揮官で中尉。ただし傭兵としては大尉待遇。接近戦では.45ACP弾のデトニクスを使う。ベトナム戦争当時、味方の戦意高揚と敵軍に対する情報戦のために無実の村人を犠牲にした米軍特殊部隊幹部3名と南ベトナム軍の特殊部隊一個中隊を皆殺しにした。南郷もその生きざまに感じ入ったのか、秘匿すべき本名を教えた。
腕利きで傭兵のプライドが高いが赤い狼の残忍な噂に怯みを見せ、クローネの指揮下に入る時は不満を言いながらも剣幕に押され、渋々従うなど案外弱い面もある。
ディノ
イタリア人傭兵。コードネーム“I”も使用。女好きで明るい性格。人情家であるが、傭兵としての心構えが不十分なところもある。
G、G'（ゲー、ゲーダッシュ）
ドイツ人傭兵の双子の兄弟。
ビッグX
WWIIから40年越えのキャリアをもつオランダのレジスタンス出身の老傭兵。その経験からベルリン一帯の地理に明るい。手榴弾の使い手で、黒羽衆とも互角に戦える戦闘力がある。主導権を取りたがる傾向があり、他国出身者をバカにするなど口が悪い。
「Xの大文字の方」と呼んで区別させる場面があり、劇中には登場しないが「（小文字の）x」というメンバーが別にいることが示唆されている。
大佐（カーネル）
アルファベット部隊指揮官。ブリックス中佐とは知己である。「大佐」は通称であり、本名や所属組織は不明。ハイジャックによる亡命事件に巻き込まれる。
一見すると落ち着いた老紳士だが、自分の正体を一般人に悟られないようにしたり、冷静かつ的確に事態を分析する能力に長けている。
執事の名はベンソン。
エチェンヌ・クローネ
大佐の秘書兼連絡員。ボブカットの女性で南郷に思いを寄せており、なし崩し的に大吾たち赤羽衆に協力することになる。
日本語を話せるが、なぜか京都弁であるため、「日本語を話している場面」のみ口調が変わる。
赤羽衆を救う為に自らも前線に出るなど男勝りな勇敢さも秘めるが、大吾と総帥のペースに振り回されたり、は組に辱められたりと災難に遭遇することも多い。

### 飛騨忍群

#### 赤羽衆
500年の歴史をもち「飛騨三羽衆」と呼ばれた忍者の末裔で女忍者、いわゆる「くのいち」の一族。その名のごとく女系の一族で男子は滅多に生まれず男が産まれた場合は白羽衆に里子に出される決まりだった。
白羽の体術、黒羽の幻術に対して「妖術」と呼ばれる超能力を使う。ただし、血の薄まった現代では赤羽くのいち数人が揃わなければ使えず、その力は「赤羽の血も引いている」白羽衆の男との間に生まれた子でなければほとんど受け継がれない。三羽とも既に直系の血筋はほとんど残ってはいない。
鏡 大吾（かがみ だいご）
本作中盤以降の主人公。伸ばしたもみあげを残して髪を後頭部で括っている少年。東ベルリンで破けてしまうまでは袖や裾を捲った学生服に下駄履きという格好だった。
赤羽衆唯一の男児であり南郷の義理の弟にあたる。行方不明になった南郷を探しに日本から密航してオランダにやって来る。男子であるため赤羽の能力を使うことはできないが、赤羽の体質だけは受け継いでおり、怒りが頂点に達すると全身の筋肉が膨張し超人的な力を発揮する、感情のまま拳を振るった結果としてベルリンの壁を破壊してしまったりと、潜在能力は「爆弾」と称されるが制御力に難があり、事件後はヨーロッパに残って修行を積むこととなる。
「半端なうつけ者忍び」と赤羽衆総帥から言われており、実際未熟さ故に窮地に陥ることも多々あるが、通常時でも周囲にある様々なものを武器として利用したり、並の傭兵グループを翻弄して寄せ付けないくらいの実力は持っている。三羽衆に伝わる会話術「百話法」を修めておらず、外国語はほとんどわからない。
赤羽衆総帥
大吾の曾祖母で御歳150歳。大吾と同様に日本から密航してオランダにやって来る。普段は口うるさい小柄な老婆だが、大吾たちや自身に危機が迫った際には秘術を使って若かりし頃の姿（白髪の美女の姿）に変身し、強力な忍術を駆使して戦う。ただし秘術も時間限定かつ弱点があるため、それを突かれると逆に危機に陥ることもある。
若返りの秘術は鼻をつまんで息を吹き込んで行うが、そのために大吾からは「風船ばばあ」と呼ばれている。実は江戸の終わり（1868年頃だとするなら、当時30代）に三羽衆の解散を決定した人物。
鏡 紫織（かがみ しおり）
大吾の実姉で、赤羽衆最強の忍者である。南郷の婚約者だった。
自身も卓越したくのいちとしての技量を持つが、最大の武器は腹心の静をはじめとする赤羽くのいち達が集まって彼女ら赤羽くのいち達の秘められた力を開放させる時である。

#### 黒羽衆
飛騨忍群で、体術の白羽衆に対し薬物による幻覚・催眠術によって効果を発揮する幻術を使う集団。黒塗り刃と呼ばれる黒く染めた刀を使う。
元々は白羽衆と同じく、赤羽くのいちを守るために存在した一派だったが、三羽衆が解散してから独自の道を歩み始める。作中では東西両陣営に深く浸透している。赤羽衆・白羽衆は代々自分達の術を血縁者のみに受け継いでいくが、黒羽は才能や素質を持つ者であれば拉致して術者にしていたので現在は日本人以外の術者も多く抱えている。
黒羽衆総帥
ニューヨーク、マンハッタンのビルの内部に日本庭園を設け、全世界の黒羽五十衆に指示を出している。
ロジャース
め組組頭。西アフリカのガンダ共和国でアルファベット部隊と交戦。甚大な被害を与えるが、南郷との戦いで組は壊滅し、自身も南郷の自爆で重傷を負った。
は組組頭
アムステルダムに南郷の痕跡を確認しに赴くが、大吾や赤羽衆総帥によって組の一部に損害が出た。
ま組組頭
東側唯一の黒羽衆で、隔絶した幻術使い。赤羽衆を手に入れるため画策する。

### その他
モーゼ・ギルガット
「第2のシュバイツァー」と呼ばれ、ローマ法王にも謁見した医学博士。研究に対して理解の無いスポンサーや学界に絶望したのか、魔が差してアフリカの某国で品種改良したケシを栽培し、高純度のヘロイン精製工場を作る仕事をしていた。アメリカやヨーロッパのドラッグマフィアの依頼を受けた南郷たちの襲撃で工場は破壊されるが、自分の開発した技術で取引しようとして射殺される。
小倉 保雄（おぐら やすお）
日本大手商社の社員で、出世と帰国のために核巡航ミサイルの取引を介在するが、アルファベット部隊の介入で取引は失敗。南郷の警告を無視して逃亡しなかったため、工作員に射殺される。
ローランド・ブリックス
英国空軍中佐で、S.A.S隊長。ワインガー、リヒター両家が起こしたハイジャック事件を担当し、東ドイツまで潜入する。
大佐とも旧知で、普段は穏和な紳士だが、緊急時には口が悪くなる。クローネ曰く「元はみな海賊。」
イワネンコ
ソビエト空軍第1空挺師団第5突撃大隊所属特別編成隊、俗称「赤い狼」第12小隊指揮官。シリアスなキャラだったが、大吾との戦いでギャグシーンに落とされることとなる。
ワインガー家、リヒター家
東ドイツからの亡命者で、東側に残した家族を迎えに行くためにハイジャック事件を起こした。
ワインガー家の構成はフェルベルト（夫）、ヒルデガート（妻）、クラウス、レイチェル。
リヒター家の構成は夫妻と、兄妹のアーノルド、ミリアム。
東ドイツ側に居た3年前。ピクニックに偽装して亡命用の気球を制作していたが、いざ決行となった日に粗悪な燃料のために出力が足りず、やむなくフェルベルトはクラウスとレイチェルに、アーノルドとミリアムの子供達のみを連れて亡命する。
成長した子供達とフェルベルトが東ドイツに戻った時に両家は悲劇に見舞われる。リヒター夫妻は既に亡く、アウトバーンに着陸して機の扉から乗り出したフェルベルト、囮として残されていたヒルデガートは撃たれ、撃たれた母に駆け寄ったクラウスも待ち伏せていた部隊に殺される。ジャンボは証拠隠滅とばかりに破壊された。
表向きには、東側の仕立てた偽物が本物として無事亡命を果たしてアメリカに向かう。大吾たちやアルファベット部隊によって生き残ったアーノルド、ミリアム、レイチェルの3人は記録上存在しない人間となり赤羽総帥に引き取られた。
デビッド・ニール、ショー・ブライアン
ベトナム帰りの爆撃隊員で、CIA工作員。善意の協力者を装い、ワインガー、リヒター両家の亡命に乗じて東ドイツに潜入しようとしたが、どちらも「赤い狼」によって惨殺される。